# Олвейс Реди
«О́лвейс Ре́ди» (исп. Club Always Ready) — боливийский футбольный клуб из города Эль-Альто департамента Ла-Пас.
Один из сооснователей первой в Боливии профессиональной Лиги Ла-Паса (1950), был участником первых розыгрышей Национального турнира (1958) и Кубка Симона Боливара (1960), которые являются предшественниками современной Профессиональной лиги Боливии, сооснователем которой в 1977 году также стал «Олвейс Реди».

## История
Клуб был основан 13 апреля 1933 года в Ла-Пасе. Название было дано в англоязычной форме и переводится как «Всегда готов». В первые годы команда выступала на любительском уровне в низших дивизионах чемпионата Ла-Паса. В 1940 году дебютировала в Высшем дивизионе чемпионата департамента. До перехода на профессиональный статус лучшим достижением «Олвейс» в этом турнире было четвёртое место в сезонах 1942 и 1947 годов.
В 1950 году «Олвейс Реди» стал профессиональным клубом, выступив в качестве одного из сооснователей Лиги Ла-Паса. Началось первое «золотое десятилетие» в истории команды, когда она дважды стала чемпионом департамента Ла-Пас — в 1951 и 1957 годах. Причём во втором случае под эгидой чемпионата Ла-Паса выступали ещё и клубы из Кочабамбы и Оруро. Поскольку первый национальный турнир в Боливии прошёл только в 1958 году, чемпионаты департаментов были наивысшим соревновательным уровнем для боливийских команд, а открытая лига Ла-Паса занимала среди них доминирующее положение.
В 1959 году «Олвейс Реди» стал вице-чемпионом второго розыгрыша Национального турнира, прототипа современного чемпионата Боливии. В 1961 году «Олвейс Реди» стал первым боливийским клубом, проведшим 3-месячное турне по Европе. В 1967 году команда вновь заняла второе место в чемпионате страны, опять пропустив вперёд лишь «Хорхе Вильстерманн». Поскольку в Кубок Либертадорес стали допускать не только чемпионов, но и вице-чемпионов стран-членов КОНМЕБОЛ, в 1968 году «Олвейс Реди» сыграл в главном континентальном турнире Южной Америки. Выступление было неудачным — пять поражений и лишь одна ничья на выезде со «Спортинг Кристалом», который вместе с соотечественниками из «Университарио» уже решил задачу по выходу в 1/4 финала. При этом разница забитых и пропущенных мячей у «банды» (прозвище, сходное с аргентинским «Ривер Плейтом», поскольку «Олвейс Реди» тоже играют в белых футболках с красной диагональной полосой) составила 2:18.
1970-е годы стали для «Олвейс Реди» не очень удачными — команда то вылетала, то возвращалась в Кубок Симона Боливара, который с 1960 по 1976 год выполнял роль национального чемпионата. В 1977 году «Олвейс Реди» всё же оказался среди сооснователей Профессиональной футбольной лиги Боливии, которая по сей день является главным клубным турниром в стране.
В 1981 году команда вылетела из Лиги, затем с 1987 по 1991 год вновь выступала в элитном дивизионе, прежде чем началось длительное 27-летнее отсутствие «Олвейс Реди» среди участников Профессиональной лиги Боливии. По итогам сезона 2018 команда стала победителем Второго дивизиона и заработала путёвку в элиту.
В 2020 году «Олвейс Реди» под руководством аргентинца Омара Асада впервые в истории стал чемпионом Боливии, выиграв Апертуру, а поскольку Клаусура была отменена из-за пандемии COVID-19, команда стала единственным чемпионом страны в этот календарный год.

## Достижения
- Чемпион Боливии (1): 2020
- Вице-чемпион Боливии (3): 1959, 1967, 2021
- Чемпион Лиги Ла-Паса (2): 1951, 1957
- Вице-чемпион Лиги Ла-Паса (2): 1952, 1953
- Победитель Второго дивизиона Боливии (Кубок Симона Боливара) (1): 2018

## Участие в международных турнирах
- Участник Кубка Либертадорес (3): 1968, 2021, 2022
- Участник Южноамериканского кубка (1): 2020